# Emma Corrin
Emma-Louise Corrin (Royal Tunbridge Wells, 13 de diciembre de 1995) es una persona de identidad no binaria británica que se dedica a la actuación, cuyo reconocimiento se debe por el rol de Diana, princesa de Gales, en la cuarta temporada de la serie de Netflix The Crown. Por esta interpretación recibió el premio Globo de Oro a la mejor actriz en una serie de drama en 2020.

## Educación
Nació en Royal Tunbridge Wells, Inglaterra, el 13 de diciembre de 1995. Se crio en Seal, en las afueras de Sevenoaks con su madre, Juliette Corrin, una fonoaudióloga sudafricana y su padre, Chris Corrin, empresario. Tiene dos hermanos menores, Richard y Jonty.
Asistió a la Escuela Woldingham en Surrey, un internado católico para niñas donde desarrolló su interés por la actuación y la danza. Luego tomó un año sabático, durante el cual asistió a un curso de Shakespeare en la Academia de Música y Arte Dramático de Londres y se ofreció como docente voluntariamente en una escuela en Knysna, Sudáfrica. Estudió arte dramático en la Universidad de Bristol, aunque en 2015 lo abandonó para seguir Inglés, Teatro y Artes en St John's College, Cambridge. En los tres años de estudio intervino en una veintena de obras de teatro.

## Carrera
Comenzó su carrera interpretando pequeños papeles en las series televisivas Grantchester y Pennyworth.
Al comienzo de 2020 interpretó a Jillian Jessup, Miss Sudáfrica, en el film Misbehaviour junto a Keira Knightley.
En la temporada 4 de la serie The Crown, que se estrenó el 15 de noviembre de 2020, interpretó a la princesa Diana de Gales. Se trata de uno de los tres papeles protagonistas de la temporada junto a los interpretados por Olivia Colman y Gillian Anderson.
El papel de Diana Spencer lo obtuvo luego de audicionar para interpretar a Camilla Parker-Bowles. Cuando fue seleccionada, entrenó su dicción, acento, movimientos y gestos, así como también se informó sobre la psicología del personaje para poder interpretar a una personalidad conocida por todos.

## Vida privada
En julio de 2021 se declaró queer y posteriormente como persona no binaria. En agosto de 2022 se convirtió en la primera persona de género no binario en aparecer en la portada de Vogue.

## Filmografía

### Películas
| Año  | Título                  | Papel                              | Ref.          |
| ---- | ----------------------- | ---------------------------------- | ------------- |
| 2012 | Anna X                  | Anna                               |               |
| 2017 | Cesare                  | Mica                               | [ 18 ]        |
| 2018 | Alex's Dream            | Beth                               | [ 19 ]        |
| 2020 | Misbehaviour            | Jillian Jessup                     | [ 18 ]        |
| 2022 | My Policeman            | Marion                             | [ 21 ]        |
| 2022 | Lady Chatterley's Lover | Constance "Connie" Reid Chatterley | [ 22 ]        |
| 2024 | Good Grief              | Artista Joven                      | [ 23 ]        |
| 2024 | Deadpool & Wolverine    | Cassandra Nova                     | [ 24 ]        |
| 2024 | Nosferatu               | Anna Harding                       | [ 25 ] [ 26 ] |

### Televisión
| Año  | Título                           | Papel                    | Notas       | Ref    |
| ---- | -------------------------------- | ------------------------ | ----------- | ------ |
| 2019 | Grantchester                     | Esther Carter            | 1 episodio  | [ 27 ] |
| 2019 | Pennyworth                       | Esme Winikus             | 4 episodios | [ 27 ] |
| 2020 | The Crown                        | Diana, princesa de Gales | 8 episodios | [ 28 ] |
| 2023 | A Murder at the End of the World | Darby Hart               | 7 episodios | [ 29 ] |

### Audiolibros
| Año  | Título              | Papel   | Autor                   | Ref    |
| ---- | ------------------- | ------- | ----------------------- | ------ |
| 2021 | The Sandman: Act II | Tesalia | Neil Gaiman, Dirk Maggs | [ 30 ] |

## Premios y nominaciones
| Año  | Premio                           | Categoría                                                | Serie     | Resultado  |
| ---- | -------------------------------- | -------------------------------------------------------- | --------- | ---------- |
| 2021 | Globos de Oro                    | Mejor actriz de serie de televisión - drama              | The Crown | Victoria   |
| 2021 | Premios de la Crítica Televisiva | Mejor actriz - Drama                                     | The Crown | Victoria   |
| 2021 | MTV Movie & TV Awards            | Mejor actuación                                          | The Crown | Nominación |
| 2021 | Premios Satélite                 | Mejor actriz de reparto en serie, miniserie o televisión | The Crown | Nominación |
| 2021 | Premios del Sindicato de Actores | Mejor actriz de televisión - Drama                       | The Crown | Nominación |
| 2021 | Premios Primetime Emmy           | Mejor actriz en una serie dramática                      | The Crown | Nominación |